# Three Men on a Horse (toneelstuk)
Three Men on a Horse is een klucht, geschreven door John Cecil Holm en George Abbott. Het verhaal gaat over een man die ontdekt dat hij talent heeft om het winnende paard in een race te kiezen, zolang hij zelf maar nooit een weddenschap plaatst.

## Geschiedenis
Oorspronkelijk heette het toneelstuk Hobby Horse. Het was geschreven door John Cecil Holm en werd geproduceerd door 
Alex Yokel, die contact opnam met Warner Bros. voor financiële hulp. Warner stemde ermee in om financiering te verstrekken op voorwaarde dat Yokel iemand zou vinden om het script te herwerken en de Broadway-productie te regisseren. Regisseur George Abbott, die sinds 1932 elk van zijn Broadway-producties regisseerde en produceerde, zag onmiddellijk het potentieel. Hij herschreef het script en stemde ermee in om te regisseren als hij als co-auteur vermeld zou worden en de royalty's met Holm zou delen. Abbott schreef een derde bedrijf, wat resulteerde in een nieuw toneelstuk in drie bedrijven getiteld Three Men on a Horse.

## Verhaal
De zachtaardige Erwin Trowbridge heeft een saai leven in de buitenwijken van New Jersey met zijn vrouw en zwager en is gefrustreerd door zijn slechtbetaalde baan als bedenker van wenskaarten. Hij besluit te spijbelen op zijn werk en de dag door te brengen in een plaatselijke saloon. Daar ontmoet hij twee mannen en een vrouw die hun brood verdienen door te wedden op paardenraces. Wanneer ze ontdekken dat Erwin een bijna bovennatuurlijke gave heeft om een raceformulier te doorlopen en de winnaars te kiezen, overtuigen ze hem om met hen mee te gaan naar een hotel in New York en hen regelmatig tips te geven. De situatie wordt echter problematisch wanneer Erwin zijn vrouw en baan begint te missen en zijn companen erop staan dat hij ook geld op een paard inzet, ondanks zijn bewering dat hij zijn gave zal verliezen als hij zelf een weddenschap plaatst.

## Producties
Het stuk is vier keer op Broadway opgevoerd. De originele Broadway-productie was een grote hit en ging op 30 januari 1935 in première in het Playhouse Theatre en bleef daar tot november 1936, waarna het verhuisde naar het Fulton Theatre voor de laatste drie maanden van zijn tweejarige looptijd. De productie sloot op 9 januari 1937 na 835 voorstellingen, de langstlopende Broadway-productie ooit. De regie was in handen van co-auteur George Abbott, met een decorontwerp van Boris Aronson. De cast van de openingsavond bestond uit Sam Levene als Patsy, Shirley Booth als Mabel, William Lynn als Erwin Trowbridge en Teddy Hart als Frankie. Garson Kanin speelde de rol van Al en werd later assistent van regisseur en co-auteur, George Abbott.
De eerste Britse productie van Three Men On A Horse ging op 18 februari 1936 in première in Wyndham's Theatre in Londen. De klucht werd geproduceerd door Alex Yokel, had een verkorte looptijd van slechts 236 voorstellingen en sloot op 9 december 1936. De Britse productie had een Amerikaanse cast, waaronder Bernard Nedell als Patsy, David Burns als Frankie en Romney Brent als Erwin. Three Men On A Horse is afhankelijk van artiesten die bedreven zijn in komische timing en slapstick. Omdat het script van John Cecil Holm en George Abbott verwijzingen bevat die in Groot-Brittannië niet algemeen bekend zijn, had het theaterprogramma een verklarende woordenlijst zodat het publiek de uitdrukkingen in het stuk zou begrijpen, wat een reden kan zijn geweest voor de kortere looptijd in vergelijking met de originele Broadway-productie.
De eerste Broadway-revival ging op 9 oktober 1942 in première in het Forrest Theatre en werd slechts 28 keer opgevoerd. De regie was in handen van John Cecil Holm en Horace McMahon speelde de rol van Patsy.

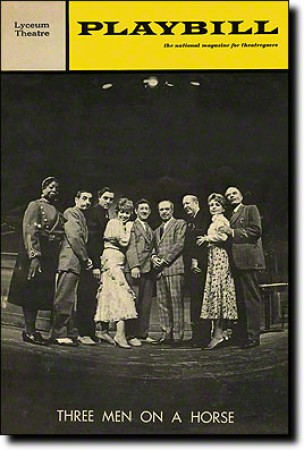
Playbill-voorpagina uit 1969 van Three Men on a Horse, een Broadway-revival met Sam Levene, Paul Ford, Jack Gilford, Dorothy Loudon, Hal Linden, Butterfly McQueen en Rosemary Prinz

Een tweede Broadway-revival ging op 16 oktober 1969 in première in het Lyceum Theatre en sloot op 10 januari 1970, na vier voorvertoningen en 100 uitvoeringen. Het was de op één na langstlopende Broadway-productie. Net als de originele Broadway-productie werd de revival uit 1969 geregisseerd door George Abbott met de originele Broadway-ster Sam Levene als Patsy, een legendarische rol die hij vijfendertig jaar eerder in de originele Broadway-productie speelde, Jack Gilford als Erwin Trowbridge, Dorothy Loudon als Mabel, Butterfly McQueen als Dora Lee, de liftbediener, Paul Ford als Mr. Carver, Hal Linden als Charlie en Rosemary Prinz als Audrey Trowbridge.
De derde Broadway-revival werd geproduceerd door het National Actors Theatre onder leiding van John Tillinger, ging eveneens in première in het Lyceum Theatre op 13 april 1993 en sloot op 16 mei 1993 na een korte looptijd van slechts 24 voorvertoningen en 39 uitvoeringen. De Broadway-revival had The Odd Couple-televisiesterren Tony Randall als Erwin Trowbridge en Jack Klugman als Patsy, Jerry Stiller als Charlie, Ellen Greene als Mabel en Julie Hagerty als Audrey Trowbridge in de hoofdrol.
De eerste Britse revival werd opgevoerd door het Royal National Theatre van 22 januari 1987 tot en met 27 juni 1987, met in de hoofdrollen Toyah Willcox, Ken Stott, Desmond Barrit en Geoffrey Hutchings. De productie ontving de Laurence Olivier Award voor "Comedy of the Year".
Een off-Broadway-revival geproduceerd door The Actors Company Theatre ging in première op 14 maart 2011 en liep tot 15 april 2011.

## Muzikale bewerking
Het toneelstuk werd twee keer bewerkt tot een Broadway-musical, telkens met een andere titel en elke keer met weinig succes. Een musicalbewerking met de titel Banjo Eyes, met muziek van Vernon Duke en teksten van John La Touche, ging op 25 december 1941 in première op Broadway in het Hollywood Theatre en werd 126 keer opgevoerd. De cast bestond uit Eddie Cantor, Virginia Mayo, Lionel Stander en Jacqueline Susann.
De tweede muzikale bewerking was getiteld Let it Ride met in de hoofdrollen George Gobel als Erwin en Sam Levene als Patsy, een rol die hij na vijfentwintig jaar opnieuw op zich nam. De muziek was van het legendarische team van Jay Livingston en Ray Evans, het best bekend voor het schrijven van drie Oscar-winnende nummers "Buttons and Bows", "Mona Lisa" en "Que Sera, Sera" en de intromuziek van de televisieseries Bonanza en Mister Ed. De regie was in handen van Stanley Prager en de choreografie was van Onna White. De Broadway-musical ging op 12 oktober 1961 in première in het Eugene O'Neill Theatre en sloot op 9 december 1961 na 68 uitvoeringen en één voorvertoning.

## Filmbewerking
Een verfilming uit 1936, uitgebracht door Warner Bros, werd geproduceerd en geregisseerd door Mervyn LeRoy met in de hoofdrollen Frank McHugh, Joan Blondell, Guy Kibbee en Sam Levene, die de rol van Patsy hernam die hij in de originele Broadway-productie speelde. Warner had 9200 dollar in de Broadway-productie geïnvesteerd voor een belang van 50% en de rechten om een filmversie te produceren. De investering betaalde zich rijkelijk terug met een brutowinst van 430.000 dollar uit royalty's van de originele Broadway- en tourproducties.
Drei Mann auf einem Pferd is een Duitstalige verfilming uit 1957 van Kurt Meisel met in de hoofdrollen Walter Giller en Nadja Tiller.
Trois Hommes sur un cheval is een Franstalige verfilming uit 1969 die geschreven en geregisseerd werd door Marcel Moussy.
De Amerikaanse filmkomedie Let It Ride met in de hoofdrol Richard Dreyfuss heeft een gelijkaardig thema, waarbij een doorgaans onsuccesvolle gokker een dag meemaakt waarop hij elke weddenschap die hij plaatst wint. De film is een bewerking van de roman Good Vibes uit 1979 van Jay Cronley.